# Lactuca mulgedioides
Lactuca mulgedioides là một loài thực vật có hoa trong họ Cúc. Loài này được (Vis. & Pančić) Boiss. & Kotschy ex Boiss. mô tả khoa học đầu tiên năm 1875.